# PGC 1737
LEDA/PGC 1737 ist eine Spiralgalaxie vom Hubble-Typ Sc im Sternbild Fische auf der Ekliptik. Sie ist schätzungsweise 200 Millionen Lichtjahre von der Milchstraße entfernt und hat einen Durchmesser von etwa 100.000 Lichtjahren. Sie gilt als Mitglied der NGC 128-Gruppe.